# Génoise (cuisine)
Pour les articles homonymes, voir Génoise.
La génoise est un biscuit à pâte battue qui entre dans la composition de nombreux mets en pâtisserie. On situe son invention vers le début du XVIIIe siècle.

## Histoire
Il est raconté[Où ?] une histoire, selon laquelle la république de Gênes, ayant des relations commerciales maritimes avec d'autres États, dont l'Espagne, la France et le Portugal, aurait envoyé, entre 1747 et 1749, le marquis Domenico Pallavicinià la cour de Madrid.
Domenico Pallavicini, à son départ vers Madrid, aurait pris avec lui le personnel de sa maison. Parmi les domestiques qui suivaient le marquis Pallavicini, il y aurait eu un jeune confiseur, Gio Batta (Jean-Baptiste) Cabona, qui aurait servi la famille de l'ambassadeur depuis des années. À l'occasion d'une réception à Madrid, Pallavicini lui aurait commandé un gâteau différent des habituels. Par la manipulation simple des ingrédients, à partir du classique gâteau de Savoie, Cabona aurait inventé une pâte battue, extrêmement légère ; une fois que le gâteau fut goûté, tant l'émerveillement et l'enthousiasme de la cour d'Espagne étaient grands qu'il aurait été convenu de baptiser une telle merveille de légèreté du nom de génoise. À Gênes et depuis en Italie ce gâteau aurait pris le nom de « pan di Spagna » (pain d'Espagne), en l'honneur du roi Charles III et de sa cour.
Selon Joseph Favre, on doit dire un « biscuit génois » ou un « biscuit en pâte génoise ».

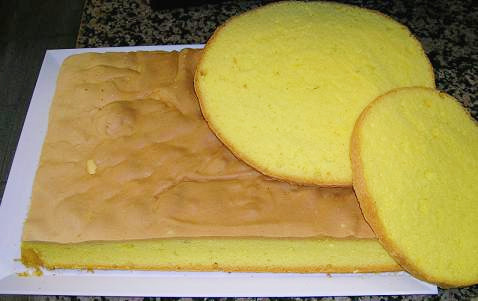
Sponge cake, gâteau fait de génoise.
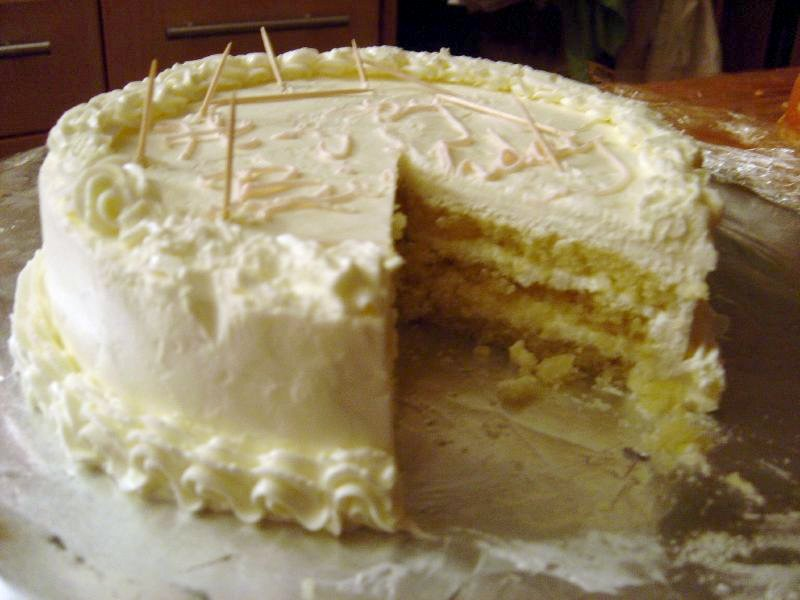
Gâteau à base de génoise et de crème au beurre.

## Caractéristiques
Le biscuit est très léger et mousseux mais sec. Pour le rendre moins sec, on peut ajouter un sirop de sucre. Sa fabrication consiste à faire chauffer au bain-marie des œufs et du sucre et à les fouetter pour qu’ils montent en sabayon, puis on ajoute la farine et les arômes.

## Emploi
On l'utilise coupé en tranches horizontalement pour le montage des mokas, opéras, forêts-noires, fraisiers, mousses aux fruits, bûches de Noël, poiriers, etc.